# عبد الفتاح كيليطو
عبد الفتاح كيليطو (مواليد 10 أبريل 1945، بمدينة الرباط)،  هو كاتب وروائي وناقد مغربي. يكتب باللغتين العربية والفرنسية في مجال الرواية والنقد الأدبي، استثمر المناهج الحديثة لفهم النصوص الكلاسيكية. وهو حاصل على جائزة الملك فيصل العالمية في اللغة العربية والأدب عام 2023.‘   كما حصل على جائزة الفرنكوفونية الكبرى التي تمنحها الأكاديمية الفرنسية؛ تكريماً لمسيرته الأدبية والفكرية المتميزة.

## سيرته
وُلد عبد الفتاح كيليطو سنة 1945 بمدينة الرباط، المغرب. تلقى تعليمه الأولي في الكُتاب، ثم تابع دراسته الثانوية في ثانوية مولاي يوسف بالرباط. التحق بعد ذلك بكلية الآداب والعلوم الإنسانية بجامعة محمد الخامس، قبل أن ينتقل إلى باريس، حيث حصل على دكتوراه الدولة من جامعة السوربون الجديدة سنة 1982، بأطروحة حول "السرد والأنساق الثقافية في مقامات الهمداني والحريري". بدأ التدريس سنة 1968 أستاذًا بكلية الآداب بجامعة محمد الخامس بالرباط.
كما درّس كأستاذ زائر  بعدة جامعات أوروبية وأمريكية من بينها جامعة بوردو، والسوربون الجديدة، كوليج دو فرانس، جامعة برينستون، جامعة هارفارد. شكّلت أعماله موضوع مقالات وتعليقات صحفية، وكتب، وأبحاث جامعية، بالعربية والفرنسية.  ألقى العديد من المحاضرات، وشارك في لقاءات ثقافية في المغرب وخارجه، وعضو في اتحاد كتاب المغربترجمت بعض أعماله إلى عدة لغات من بينها «الإنجليزية، والفرنسية، والألمانية، والإسبانية، والإيطالية» نذكر على سبيل المثال: ترجمة كتابه (cheval de Nietzshe ) الى اللغة العربية من طرف عبد الكبير الشرقاوي (حصان نيتشه)، وقد نشر الكتاب مترجما إلى العربية قبل نشره بلغته التي كتب بها وهي الفرنسية.

## المسار النقدي والفكري
استند كيليطو في مشروعه النقدي إلى مناهج الأدب المقارن والنظريات النقدية الحديثة، ليعيد قراءة التراث العربي السردي والبلاغي. ورغم اعتماده في كتاباته على نصوص تراثية، مثل كتاب ألف ليلة وليلة و مقامات الهمداني ورسالة الغفران للمعري والبخلاء للجاحظ ، فإنه لا يعتبر نفسه باحثًا في الأدب القديم، بل يرى في هذه النصوص منطلقًا لتأملات نقدية تتغذى أيضًا من الأدب الحديث، الفرنسي والإسباني والألماني. صرّح بأنه قضى أكثر من أربعة عقود يدرّس الأدب الفرنسي، وأن اطلاعه على الأدب العربي الكلاسيكي محدود من حيث الكم، إذ لا يقضي وقتًا في قراءته بقدر ما ينطلق منه لبناء أفكار نقدية تتجاوزه.
شكّلت أعماله موضوع مقالات وتعليقات صحفية، وكتب، وأبحاث جامعية، بالعربية والفرنسية. نُقِلت بعض أعماله إلى لغات من بينها «الإنجليزية، والفرنسية، والألمانية، والإسبانية، والإيطالية» نذكر على سبيل المثال: ترجمة كتابه (cheval de Nietzshe ) الى اللغة العربية قِبل عبد الكبير الشرقاوي (حصان نيتشه)، وقد نشر الكتاب مترجما إلى العربية قبل نشره بلغته التي كتب بها وهي الفرنسية، وهو عبارة عن مؤلف يضم بين ثناياه نصوصا سردية متفرقة

## العلاقة الفكرية مع عبد السلام بنعبد العالي
يشكّل التفاعل الفكري بين الكاتبين المغربيين عبد الفتاح كيليطو وعبد السلام بنعبد العالي علامة بارزة في المشهد الثقافي المغربي والعربي، حيث لا تقتصر العلاقة بينهما على صداقة شخصية، بل تمتدّ إلى اشتباك معرفي عميق، قائم على تقاطع الرؤى وسعيٍ مشترك إلى تجديد النقد الأدبي وتحريره من وضعيته الكلاسيكية التابعة للنص. يتجلّى هذا التفاعل في صدور كتاب عبد السلام بنعبد العالي الجديد "عبد الفتاح كيليطو أو عشق اللسانين"، عن "منشورات المتوسط"، وهو عمل يُحلّل فيه مسار كيليطو، من حيث انفتاحه على الأدبين العربي والغربي، وبتنقله بين لغتين وثقافتين، مستندًا إلى تراث عربي عميق ومناهج نقدية حديثة. اشتغل  بنعبد العالي على نصوص مختلفة لكيليطو من خلال الترجمة، التي شكّلت معبرًا مهمًا بين تجربتيهما، كما يظهر في ترجماته لأعمال كيليطو مثل "الكتابة والتناسخ" و*"أتكلم جميع اللغات لكن بالعربية"*، حيث اختبر من خلالها العلاقة بين النقد والكتابة والهوية اللغوية.
إن العلاقة بين كيليطو وبنعبد العالي ليست مجرد تقاطع مسارات، بل هي حوار حيّ، تُثريه المسافات بقدر ما تُغريه، وتعيد تعريف النقد والكتابة والترجمة كممارستين متداخلتين، لا تنفصلان عن سؤال المعنى والسرد والانتماء.

## أهم المؤلفات
1. الأدب والغرابة. دراسات بنيوية في الأدب العربي.
2. العين والإبرة، دراسة في ألف ليلة وليلة. صدر عام 1995م.[5]
3. لن تتكلم لغتي.
4. الحكاية والتأويل.
5. المقامات.
6. الأدب والارتياب.
7. الغائب، دراسة في مقامات الحريري. صدر عن دار توبقال عام 1987م.[6]
8. لسان آدم.
9. أبو العلاء المعري، أو متاهات القول.
10. cheval de neitsch، ترجمة:عبد الكبير الشرقاوي(حصان نيتشه)
11. أنبئوني بالرؤيا. (رواية).
12. الكتابة والتناسخ؛ صدر عن دار توبقال للنشر عام 2008م.[7]
13. من شرفة ابن رشد؛ صدر عن دار توبقال للنشر عام 2009م.[8]
14. أتكلم جميع اللغات لكن بالعربية؛ صدر عن دار توبقال عام 2013م.[9]
15. مسار؛ حوارات أجريت مع كيليطو. صدر عام 2014م.[10]
16. بحبر خفي، دار توبقال للنشر - الدار البيضاء، 2018.
17. من نبحث عنه بعيداً يقطن قربنا. صدر عن دار توبقال 2019.
18. Ruptures، صدر عن دار توبقال، 2020.
19. في جو من الندم الفكري، دار المتوسط. 2020.[11][12]
20. والله إن هذه الحكاية لحكايتي (رواية). دار المتوسط. 2021.[13]
21. التخلي عن الأدب، دار المتوسط. 2022.[14]

## كتب تناولت أعمال كيليطو
- مرايا القراءة، خالد بلقاسم نال جائزة المغرب للكتاب
- عبد الفتاح كيليطو أو عشق اللسانين، عبد السلام بنعبد العالي

## الجوائز
حصل على عدة جوائز:

### من المغرب
- جائزة المغرب الكبرى 1989.
- جائزة الأطلس الكبير 1996.

### من فرنسا
- جائزة الأكاديمية الفرنسية 1996.
- جائزة الأكاديمية الفرنسية 2024.[15]

### من الإمارات
- جائزة العويس في النقد والدراسات الأدبية عام 2007.[16]

### من السعودية
- جائزة الملك فيصل العالمية في اللغة العربية والأدب (2023) وموضوعها "السرد العربي القديم والنظريات الحديثة". ومنح الجائزة لبراعته "في تأويل الأعمال السردية العربية القديمة بدراسات مكثفة، أحاطت بها في شتى أنواعها".[17]

## وصلات خارجية
- عبد الفتاح كيليطو على موقع أرشيف الشارخ.
- مؤسسة سلطان بن العويس الثقافية-عبد الفتاح كيليطو